# CTHRC1
CTHRC1 (англ. Collagen triple helix repeat containing 1) – білок, який кодується однойменним геном, розташованим у людей на короткому плечі 8-ї хромосоми. Довжина поліпептидного ланцюга білка становить 243 амінокислот, а молекулярна маса — 26 224.
| 10         |  | 20         |  | 30         |  | 40         |  | 50         |
| ---------- |  | ---------- |  | ---------- |  | ---------- |  | ---------- |
| MRPQGPAASP |  | QRLRGLLLLL |  | LLQLPAPSSA |  | SEIPKGKQKA |  | QLRQREVVDL |
| YNGMCLQGPA |  | GVPGRDGSPG |  | ANGIPGTPGI |  | PGRDGFKGEK |  | GECLRESFEE |
| SWTPNYKQCS |  | WSSLNYGIDL |  | GKIAECTFTK |  | MRSNSALRVL |  | FSGSLRLKCR |
| NACCQRWYFT |  | FNGAECSGPL |  | PIEAIIYLDQ |  | GSPEMNSTIN |  | IHRTSSVEGL |
| CEGIGAGLVD |  | VAIWVGTCSD |  | YPKGDASTGW |  | NSVSRIIIEE |  | LPK        |

A: Аланін

C: Цистеїн

D: Аспарагінова кислота

E: Глутамінова кислота

F: Фенілаланін

G: Гліцин

H: Гістидин

I: Ізолейцин

K: Лізин

L: Лейцин

M: Метіонін

N: Аспарагін

P: Пролін

Q: Глутамін

R: Аргінін

S: Серин

T: Треонін

V: Валін

W: Триптофан

Задіяний у такому біологічному процесі, як альтернативний сплайсинг. 
Локалізований у позаклітинному матриксі.
Також секретований назовні.